# Campsicnemus charliechaplini
Campsicnemus charliechaplini är en tvåvingeart som beskrevs av Neal L. Evenhuis 1996. Campsicnemus charliechaplini ingår i släktet Campsicnemus och familjen styltflugor. Inga underarter finns listade i Catalogue of Life.